# Těchlovice (Děčíni járás)
Těchlovice település Csehországban, Děčíni járásban. Těchlovice Heřmanov, Dobkovice, Děčín, Verneřice, Malé Březno, Povrly és Zubrnice településekkel határos. Lakosainak száma 536 fő (2024. január 1.).

## Népesség
A település lakosságának változását az alábbi diagram mutatja:
| Lakosok száma | 860  | 1161 | 1131 | 688  | 564  | 521  | 522  | 519  | 514  | 536  |
|               | 1869 | 1900 | 1921 | 1961 | 1980 | 2011 | 2016 | 2019 | 2021 | 2024 |